# Flugplatz Backnang-Heiningen

i7
i11
i13
Der Sonderlandeplatz Backnang-Heiningen (ICAO-Code: EDSH) ist ein Flugplatz bei Backnang, der vom Luftsportverein Backnang-Heiningen betrieben wird.

## Flugbetrieb
Der Sonderlandeplatz Backnang-Heiningen hat eine 500 m lange Graspiste. Der Platz wird vom dort ansässigen Verein betrieben. Die Frequenz für den Sprechfunk ist 123,71 MHz.

## Verein, Flugsportarten und Einrichtungen
Der Luftsportverein Backnang-Heiningen hat zurzeit etwa 80 aktive Mitglieder. Am Platz wird vor allem Segelflug, daneben Motorflug (auch Motorsegler) und Ultraleicht-Flug betrieben. Gelegentlich sind auch Heißluftballons und Hubschrauber anzutreffen. Der Platz verfügt zurzeit über drei Hallen. In der ältesten Halle am Ende des Flugplatzes Richtung Heiningen sind hauptsächlich Segelflugzeuge untergebracht. Es gibt ein Vereinsheim mit Kantine, Büro und Unterrichtsraum. In der neuesten Halle stehen alle möglichen Typen von Flugzeugen; sie verfügt über eine beheizte Werkstatt.
Der LSV Backnang-Heiningen bildet Segelflugpiloten aus. Durch eine Kooperation mit dem Flugausbildungsverein Erdmannhausen ist es auch möglich, am Platz den Motorflugschein zu machen. UL-Piloten werden durch den Verein Airworxx ausgebildet.

## Lage
Der Flugplatz liegt in der Backnanger Bucht auf einer Höhe von 294 m. Er gehört zum Backnanger Stadtteil Heiningen. Im Süden liegt eine kleinere Bergkette, die von den Segelfliegern als Hangthermik genutzt wird. Im Osten befindet sich die Gemeinde Weissach im Tal und im Süden die Gemeinde Allmersbach im Tal. Im Westen liegt Heiningen und im Norden geht es Richtung Backnang.

## Zwischenfälle
- Beim jährlich stattfindenden Fliegerfest stürzte am 10. September 2011 ein Doppeldecker vom Typ Boeing PT-17 Stearman kurz nach dem Start ab, der Pilot wurde dabei leicht verletzt.[1][2]

- Beim Fliegerfest am 9. September 2012 stürzte eine Robin DR 400/180 Régent nach dem Abheben ab. Bei dem Unglück starben drei Menschen, eine weitere Person wurde schwer verletzt.[3][4]